# Ардацький сільський округ
Арда́цький сільський округ (каз. Ардақ ауылдық округі, рос. Ардакский сельский округ) — адміністративна одиниця у складі Чингірлауського району Західноказахстанської області Казахстану. Адміністративний центр та єдиний населений пункт — село Ардак.
Населення — 330 осіб (2021; 550 у 2009, 1177 у 1999, 1645 у 1989).
Станом на 1989 рік існувала Полтавська сільська рада (села Каракай, Полтавка). До 2018 року сільський округ називався Полтавським.

## Склад
До складу округу входять такі населені пункти:
| Населений пункт | Старі назви  | Населення, осіб (1989) | Населення, осіб (1999) | Населення, осіб (2009) | Населення, осіб (2021) |
| --------------- | ------------ | ---------------------- | ---------------------- | ---------------------- | ---------------------- |
| Ардак, село     | Полтавка     | 1372                   | 1177                   | 550                    | 330                    |
| Каракай, село   | Ащи, Карасай | 273                    | 0                      | -                      | -                      |